# Separatie (luchtverkeersleiding)
Separatie (Engels: separation) is een begrip dat wordt gebruikt in de luchtverkeersleiding. Separatie is de horizontale of verticale tussenruimte tussen vliegtuigen. Luchtverkeersleidingsprocedures zijn erop gericht de voorgeschreven separatie tussen vliegtuigen in elke fase van de vlucht – en route, tijdens het opstijgen en tijdens de landing – voortdurend te handhaven. 

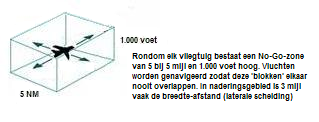
Separatieminima in het luchtruim

## Standaard separatieminima ingesteld door deInternationale Burgerluchtvaartorganisatie(ICAO)
Ooit was er een tijd toen er nog geen radar bestond, en ooit was er zelfs een tijd dat er amper radio was en dat vluchtposities en klaringen met morse werden doorgeseind. Uit die tijden stamt de procedureverkeersleiding. Deze werd volkomen mentaal beoefend met hoogstens wat geschreven aantekeningen op een kaart of later op een strippenbord.
De procedure maakte gebruik van standaard separaties in tijd en ruimte, die iedere luchtverkeersleider van buiten moest kennen en toepassen.

### Separaties in tijd
De standaardseparatie in tijd was 10 minuten. Voordat vliegtuigen elkaar op minder dan die tijd naderden moest verticale separatie zijn ingesteld.
Er waren ook enkele 'gunstigere' tijdsseparaties, zoals die van 5 minuten, indien beide toestellen in dezelfde richting vlogen en het voorste minstens 40 knopen (zo'n 74 km/h) sneller vloog.

### Separaties in afstand
In de begintijd, toen luchtwegen van op de grond slechts gemarkeerd waren door eenvoudige radiobakens, was voornamelijk een combinatie van tijdsseparatie en hoogteseparatie in gebruik.
Met de opkomst van geavanceerde radiobakens kwamen nieuwe separaties in gebruik, waardoor de capaciteit van het luchtverkeer al een stuk toenam.

#### Verticale separatie

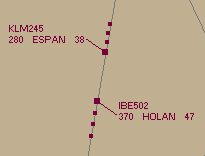
Synthetisch radarbeeld van vliegtuigen op tegenstelde koersen.

De minimale verticale separatie van 1000 voet (circa 305 meter) blijft tot op vandaag gelden voor vliegtuigen die binnen een minimale horizontale afstand van elkaar vliegen. Tot in 2001 was in het hogere luchtruim zelfs 2000 voet van toepassing. De reden was de ijle lucht op die hoogten, die de werking van barometrische hoogtemeters minder betrouwbaar maakt. Vanaf 2001 is op veel plaatsen ter wereld RVSM (Reduced Vertical Separation Minima) ingevoerd, waarmee de verticale separatie ook in de hogere delen van het luchtruim 1000 voet werd.
Er was ook altijd een minimumseparatie van 500 voet voor in noodsituaties of voor het dwars kruisen van luchtwegen door militaire toestellen.
Nevenstaande uitsnede uit een gesimuleerd radarbeeld toont KLM-vlucht 245 en Iberia Airlines-vlucht 502, die recht op elkaar af vliegen. Er is echter geen verticaal separatieconflict of aanvaringsrisico, omdat KLM245 op vliegniveau 280 vliegt en IBE502 op vliegniveau 370. Het hoogteverschil tussen vliegniveau 280 en 370 is 9000 voet, negen keer het voorgeschreven minimum van 1000 voet. Op dit radarbeeld is tevens te zien dat de grondsnelheid van de KLM245 380 knopen bedraagt en die van IBE502 470 knopen, wat betekent dat ze elkaar horizontaal naderen met een snelheid van 850 knopen – bijna 1600 km/h. Bij een dergelijke snelheid is het op zicht bijna niet mogelijk voor een piloot om nog tijdig te reageren op een naderend conflict. Vandaar het nut van de radar, van de verkeersleiding, maar ook van de verticale separatie.

#### Horizontale separatie
Verschillende standaardseparaties in afstand zijn van toepassing, afhankelijk van de positie van beide toestellen ten opzichte van elkaar.

##### Longitudinale
Vliegen zij op dezelfde lijn achter elkaar dan is 10 zeemijl de nodige afstand. Daarbinnen moet er verticale separatie zijn, tenzij het voorste toestel minimaal 40 knopen sneller vliegt - dan volstaat 5 mijl.

##### Laterale
Men kon laterale (zijwaartse) separatie instellen of behouden op basis van dezelfde waarden.

##### Geografische
Er mocht op dezelfde hoogte gevlogen worden, indien er minstens twee radiobakens tussen beide toestellen bleven. Voor in elkaar overvloeiende luchtwegen gold dit zowel longitudinaal als lateraal. Indien er slechts 1 baken tussen was, dan betekende dit dat de ene of de andere piloot binnen de kortste keren over dat baken zou kunnen rapporteren en dan was de hele situatie zoek. Men moest immers ook rekening houden met onnauwkeurige schattingen en onbekende hoogtewinden.

### Radarseparatie
Met de komst van de radar werd het mogelijk het mentale beeld voor ogen te krijgen op een scherm. Nu waren de minimale afstanden alleen nog een kwestie van de som van:
- inertie van het vliegtuig,
- reactietijd van de piloot en
- van het toestel zelf,
- verbale tijd om de instructies te geven en
- nog een buffer.

Zo werd de aanvankelijke minimumafstand van 10 mijl teruggebracht tot 5 mijl, rekening houdend ook met de precisie van de radar zelf. Men moet bedenken dat twee jets bij normale kruissnelheid elkaar benaderen met de snelheid van een geweerkogel. Wanneer de piloten elkaar zien is het in feite al te laat en kan hoogstens 'avoiding action' (laatste vermijdingsgedrag) worden uitgevoerd door de piloten zelf. Vanwege deze plotselinge manoeuvres kan dat echter tot ongemak of zelfs letsel bij de passagiers leiden.
In het naderingsgebied, waar trager gevlogen wordt en de radar nauwkeuriger kan zijn omdat hij niet zover hoeft te reiken, werd de afstand zelfs tot 3 mijl teruggebracht, en in de laatste etappe (final approach) onder bepaalde voorwaarden zelfs tot 2,5 mijl.
Voor sommige categorieën vliegtuigen, zoals heavy jets, is wegens turbulentiegevaar de vereiste onderlinge afstand dan weer groter.

### Toepassing van separatie
Al deze separaties tezamen toepassen lijkt een vrij ingewikkelde opdracht. De uitdaging is om steeds, rekening houdend met de omstandigheden, de minimale separatie toe te passen om aldus de capaciteit van het beschikbare luchtruim optimaal te houden en de veiligheid maximaal.
In het kort komt het erop neer dat het denkbeeldige blok lucht rond ieder vliegtuig, 1000 voet dik en 5 mijl in het vierkant (of meer of minder naargelang de situatie), nooit het denkbeeldige blok lucht rond een ander toestel mag overlappen. De kunst is vooral om de 'lege' blokken te zien waar men andere toestellen kan door loodsen. In procedureverkeersleidingsjargon heette het "je moet het gat zien".

### TCAS
Voor het geval dat -door een menselijke fout- de separatie in de lucht niet gehaald wordt bestaat er tegenwoordig een waarschuwingssysteem in het vliegtuig zelf: het Traffic alert and Collision Avoidance System (TCAS). Dit is een implementatie van een Airborne Collision Avoidance System volgens de specificaties van de ICAO. Het is verplicht voor alle vliegtuigen met een startgewicht van meer dan 5700 kg en voor vliegtuigen die 20 of meer personen kunnen vervoeren.